# Propebela golikovi
Propebela golikovi é uma espécie de gastrópode do gênero Propebela, pertencente a família Mangeliidae.